# Сомнамбулізм
Сомнамбулізм (від лат. somnus — «сон» і ambulo — «ходити», «пересуватися»; ноктамбулізм (від лат. nox, noctis — «ніч»), сноходіння, заст. лунатизм) — розлад парасомнічного спектра, хвороба, яка виявляється у несвідомих діях (рухах) під час нічного сну. Класифікується як розлад сну, що належить до сімейства парасомній.
Зазвичай, трапляється в першій половині сну і триває від декількох хвилин до півгодини. Хворих на сомнабулізм називають сомнамбулами, лунатиками, сновидами, сноходами, засвідчена і застаріла назва місячник (місяшник).
Зазвичай, люди із сомнамбулізмом лише розмовляють уві сні, проте часом можуть ходити, виконувати рухи, як наяву, з відкритими очима. Такий стан людини є вродженим (за останніми дослідженнями передається генетично, спадково) і може загострюватись тоді, коли впродовж дня людина дратується або ж зазнає стресу. Зазвичай, трапляється один раз за ніч у період з 0 до 2 години. Втім, розбудити людину в цей час дуже складно, тому краще спокійно підійти і, розмовляючи з нею, довести її назад до ліжка. Якщо ж зненацька збудити, то наслідки можуть бути непередбачуваними.[джерело?]
Люди із сомнамбулізмом відчувають менше болю у стані сноходіння, причому у стані бадьорості в таких пацієнтів підвищена частота мігреней та головні болі.

## Причини
Причина сноходіння невідома. Існує ряд непідтверджених гіпотез, що пояснюють причини такої поведінки. Серед них — незрілість нервової системи, порушення у фазі повільного сну, депривація сну, нервове збудження і втома. Деякі дослідження відзначають зв'язок з генетичними факторами.
Ряд препаратів, в основному агоністи бензодиазепінових рецепторів, антидепресанти, антипсихотики і бета-блокатори, пов'язані з ходінням уві сні. Найбільш виразний зв'язок з золпідемом і оксибутиратом натрію.
Вважається, що ряд станів, таких як хвороба Паркінсона, можуть викликати випадки сноходіння у людей, які раніше його не мали.
Було виявлено зв'язок між лунатизмом і іншими порушеннями сну, наприклад синдромом неспокійних ніг і порушенням дихання під час сну у дітей.
У деяких випадках, сомнамбулізм у дорослих може служити симптомом порушень в психіці.

## Епідеміологія
За оцінками, поширеність сомнамбулізму становить 4,6–10,3 %. Метааналіз 51 дослідження, в якому взяли участь понад 100.000 дітей і дорослих, показало, що сомнамбулізм частіше зустрічається у дітей — приблизно 5 % від усіх випадків, 1,5 % — у дорослих; у які брали участь в дослідженні хвороба виявлялося принаймні один раз протягом попередніх 12 місяців. Частота проявів хвороби не залежить від віку дитини.

## Діагностика
Оскільки людина, що страждає сомнамбулізмом не пам'ятає своїх нічних пригод, хоча і може здогадуватися про них за зовнішніми ознаками, про свою хворобу зазвичай вона дізнається від третіх осіб (наприклад, діти — від батьків). Іншим найбільш достовірним способом діагностики сомнамбулізму є полісомнографія.
В ході диференціальної діагностики повинні бути виключені нічний жах і інші парасомнії фази швидкого сну.

## Історія вивчення
Сноходіння давно привертало до себе увагу за рахунок своєї таємничості, але до минулого століття не було серйозно досліджено. Німецький хімік і парапсихолог XIX століття барон Карл Людвіг фон Райхенбах провів великі дослідження сновид і використовував свої відкриття, щоб сформулювати теорію одичної сили.

Спочатку ходінню уві сні приписувалося виконання сновидіння (сон) наяву. Наприклад, в одному дослідженні, опублікованому Організацією науки і суспільства в 1954 році, був висновок: 
«Придушення ворожих почуттів по відношенню до батька служило причиною дій пацієнтів за межами світу сну через сноходіння спотворення уявлень про всі авторитарні фігури, такі як батьки, офіцери і суворі начальники.» 
Дванадцятьма роками пізніше та ж група опублікувала статтю з новим висновком: 
«Ходіння уві сні, всупереч більшості переконань, мабуть, мало пов'язане з тим, що сниться. Фактично, це відбувається, коли сплячий насолоджується своїм непробудним, найглибшим сном — стадією, про сновидіння в якій зазвичай не надходить повідомлень (про зовнішні фактори, до мозку).»
Пізніші дослідження показали, що сомнамбулізм насправді є розладом, ознакою якого є збудження в фазі повільного сну. Більш точні дані про сон пов'язані з винаходом технологій, таких як електроенцефалограма Ханса Бергера в 1924 році і нейровізуалізації Френка Даффі на початку 1980-х років.
У 1907 році Зигмунд Фрейд виступав з промовою про ходіння уві сні у Віденському психоаналітичному товариство. Він вважав, що сноходіння було пов'язано з виконанням сексуальних бажань і був здивований, що людина могла рухатися не перериваючи сновидіння. У той час Фрейд припустив, що суть цього феномена полягала в бажанні заснути в тому ж місці, в якому людина спала в дитинстві. Десять років по тому він розмірковував про сомнамбулізм у статті «Метапсихологічне доповнення до теорії сновидінь», в якій більш детально роз'яснював зв'язок між ходінням уві сні і роботою несвідомої (людини).

## Цікаві факти
- Застаріла назва — лунатизм, походить від лат. lunaticus — божевільний, від лат. luna — місяць. Термін «лунатизм» пов'язаний з уявленнями багатьох стародавніх народів про вплив місячних циклів на психіку людини.
- У гіпнозі одна з глибоких стадій трансу називається сомнамбулізмом[30].

## В культурі
- У трагедії Вільяма Шекспіра «Макбет» (1606 рік) є епізод зі сноходінням (акт 5, сцена 1).
- Сюжет опери В. Белліні «Сомнамбула» побудовано навколо факту сомнамбулізму головної героїні.